# Egisto Pandolfini
Pour les articles homonymes, voir Pandolfini.
Egisto Pandolfini, né le 19 février 1926 à Lastra a Signa (Toscane) et mort le 29 janvier 2019, est un international italien de football des années 1950.

## Biographie
Jouant au poste d'attaquant, Egisto Pandolfini est international italien à 21 reprises (1950-1957) pour 9 buts. Il participe à la Coupe du monde de football 1950, au Brésil où il inscrit un but à la 62e minute contre le Paraguay. 
Ensuite, il participe aussi aux Jeux olympiques de 1952 avec l'Italie, où il inscrit deux buts contre les USA. Enfin, il joue à la Coupe du monde de football 1954, en Suisse. Il marque un but à la 41e minute au 1er tour, contre la Belgique pour un score de 4 buts à 1.
En club, il joue juste à la fin de la Seconde Guerre mondiale en commençant dans les divisions inférieures, avant d'aller dans de grands clubs, mais ne remporte qu'un seul titre, avec Empoli FC, la Serie D en 1961. 

## Clubs
- 1945-1946 : ACF Fiorentina
- 1946-1947 : Empoli FC
- 1947-1948 : SPAL Ferrara
- 1948-1952 : ACF Fiorentina
- 1952-1956 : AS Rome
- 1956-1958 : Internazionale
- 1958-1960 : SPAL Ferrara
- 1960-1962 : Empoli FC